# Lega Nazionale A 2020 (football americano)
La Lega Nazionale A 2020 avrebbe dovuto essere la 35ª edizione del campionato di football americano di primo livello, organizzato dalla SAFV. Il 15 marzo la SAFV ha annullato tutte le competizioni a seguito della pandemia di COVID-19 del 2019-2021.
In sostituzione del campionato è stato organizzato un torneo autunnale denominato "Herbst Cup" diviso in due: un torneo per le squadre di Lega Nazionale A e Lega B e un torneo per le squadre di Lega C. Le Herbst Cup non definiscono campioni nazionali.

## Squadre partecipanti
| Club                    | Città      | Stadio | Sponsor ufficiale | Risultato nella stagione 2019 |
| ----------------------- | ---------- | ------ | ----------------- | ----------------------------- |
| Bern Grizzlies          | Berna      |        |                   | Semifinalisti LNA             |
| Calanda Broncos         | Landquart  |        |                   | Vincitori XXXIV Swiss Bowl    |
| Geneva Seahawks         | Ginevra    |        |                   | Finalisti LNA                 |
| Gladiators Beider Basel | Basilea    |        |                   | Semifinalisti LNA             |
| Winterthur Warriors     | Winterthur |        |                   | Quinto posto in LNA           |
| Zürich Renegades        | Zurigo     |        |                   | Vincitori Lega B              |

## Stagione regolare

### Calendario

#### 1ª giornata
| Ginevra 22 marzo 2020, ore 14:00 CEST | Geneva Seahawks | – | Calanda Broncos | Centre Sportif de Vessy |

#### 2ª giornata
| Coira 28 marzo 2020, ore 18:00 CEST | Calanda Broncos | – | Bern Grizzlies | Stadion Ringstrasse |

| Ginevra 29 marzo 2020, ore 14:00 CEST | Geneva Seahawks | – | Winterthur Warriors | Centre Sportif de Vessy |

| Basilea 29 marzo 2020, ore 14:00 CEST | Gladiators Beider Basel | – | Zürich Renegades | Stadion Rankhof |

#### 3ª giornata
| Berna 5 aprile 2020, ore 14:00 CEST | Bern Grizzlies | – | Geneva Seahawks | Stadio di atletica leggera Wankdorf |

| Basilea 5 aprile 2020, ore 14:00 CEST | Gladiators Beider Basel | – | Calanda Broncos | Stadion Rankhof |

| Witikon 5 aprile 2020, ore 14:00 CEST | Zürich Renegades | – | Winterthur Warriors | Sportplatz Looren |

#### 4ª giornata
| Witikon 11 aprile 2020, ore 18:00 CEST | Zürich Renegades | – | Geneva Seahawks | Sportplatz Looren |

#### 5ª giornata
| Coira 18 aprile 2020, ore 18:00 CEST | Calanda Broncos | – | Geneva Seahawks | Stadion Ringstrasse |

| Winterthur 18 aprile 2020, ore 18:00 CEST | Winterthur Warriors | – | Bern Grizzlies | Sportplatz Deutweg |

#### 6ª giornata
| Berna 26 aprile 2020, ore 14:00 CEST | Bern Grizzlies | – | Calanda Broncos | Stadio di atletica leggera Wankdorf |

| Basilea 26 aprile 2020, ore 14:00 CEST | Gladiators Beider Basel | – | Winterthur Warriors | Stadion Rankhof |

#### 7ª giornata
| Coira 2 maggio 2020, ore 18:00 CEST | Calanda Broncos | – | Zürich Renegades | Stadion Ringstrasse |

| Ginevra 3 maggio 2020, ore 14:00 CEST | Geneva Seahawks | – | Bern Grizzlies | Centre Sportif de Vessy |

#### 8ª giornata
| Winterthur 9 maggio 2020, ore 14:00 CEST | Winterthur Warriors | – | Zürich Renegades | Sportplatz Deutweg |

| Berna 10 maggio 2020, ore 14:00 CEST | Bern Grizzlies | – | Gladiators Beider Basel | Stadio di atletica leggera Wankdorf |

#### 9ª giornata
| Coira 16 maggio 2020, ore 18:00 CEST | Calanda Broncos | – | Winterthur Warriors | Stadion Ringstrasse |

| Berna 17 maggio 2020, ore 14:00 CEST | Bern Grizzlies | – | Zürich Renegades | Stadio di atletica leggera Wankdorf |

| Ginevra 17 maggio 2020, ore 14:00 CEST | Geneva Seahawks | – | Gladiators Beider Basel | Centre Sportif de Vessy |

#### 10ª giornata
| Winterthur 23 maggio 2020, ore 18:00 CEST | Winterthur Warriors | – | Geneva Seahawks | Sportplatz Deutweg |

| Basilea 24 maggio 2020, ore 14:00 CEST | Gladiators Beider Basel | – | Bern Grizzlies | Stadion Rankhof |

| Witikon 24 maggio 2020, ore 14:00 CEST | Zürich Renegades | – | Calanda Broncos | Sportplatz Looren |

#### 11ª giornata
| Winterthur 30 maggio 2020, ore 18:00 CEST | Winterthur Warriors | – | Gladiators Beider Basel | Sportplatz Deutweg |

#### 12ª giornata
| Witikon 7 giugno 2020, ore 14:00 CEST | Zürich Renegades | – | Gladiators Beider Basel | Sportplatz Looren |

#### 13ª giornata
| Berna 13 giugno 2020, ore 17:00 CEST | Bern Grizzlies | – | Winterthur Warriors | Stadio di atletica leggera Wankdorf |

| Coira 13 giugno 2020, ore 18:00 CEST | Calanda Broncos | – | Gladiators Beider Basel | Stadion Ringstrasse |

| Ginevra 14 giugno 2020, ore 14:00 CEST | Geneva Seahawks | – | Zürich Renegades | Centre Sportif de Vessy |

#### 14ª giornata
| Winterthur 20 giugno 2020, ore 18:00 CEST | Winterthur Warriors | – | Calanda Broncos | Sportplatz Deutweg |

| Basilea 21 giugno 2020, ore 14:00 CEST | Gladiators Beider Basel | – | Geneva Seahawks | Stadion Rankhof |

| Zurigo 21 giugno 2020, ore 16:00 CEST | Zürich Renegades | – | Bern Grizzlies | Utogrund |

### Classifica
La classifica della regular season è la seguente:
- PCT = percentuale di vittorie, G = partite giocate, V = partite vinte, P = partite perse, PF = punti fatti, PS = punti subiti
- La qualificazione ai playoff è indicata in verde
- L'ultima classificata sfida la vincente della Lega B per la partecipazione alla LNA 2021 (giallo)

| Pos. | Squadra                 | PCT  | G | V | P | PF | PS |
| ---- | ----------------------- | ---- | - | - | - | -- | -- |
| 1    | Bern Grizzlies          | .000 | 0 | 0 | 0 | 0  | 0  |
| 2    | Calanda Broncos         | .000 | 0 | 0 | 0 | 0  | 0  |
| 3    | Geneva Seahawks         | .000 | 0 | 0 | 0 | 0  | 0  |
| 4    | Gladiators Beider Basel | .000 | 0 | 0 | 0 | 0  | 0  |
| 5    | Winterthur Warriors     | .000 | 0 | 0 | 0 | 0  | 0  |
| 6    | Zürich Renegades        | .000 | 0 | 0 | 0 | 0  | 0  |

## Playoff e playout

### Tabellone
|  | Semifinali | Semifinali | Semifinali |  |  | XXXV Swiss Bowl | XXXV Swiss Bowl | XXXV Swiss Bowl |  |
|  |            |            |            |  |  |                 |                 |                 |  |
|  | 1          | TBD        |            |  |  |                 |                 |                 |  |
|  | 1          | TBD        |            |  |  |                 |                 |                 |  |
|  | 4          | TBD        |            |  |  |                 |                 |                 |  |
|  | 4          | TBD        | TBD        |  |  |                 |                 |                 |  |
|  |            |            |            |  |  |                 |                 |                 |  |
|  |            |            | TBD        |  |  |                 |                 |                 |  |
|  | 3          | TBD        |            |  |  |                 |                 |                 |  |
|  | 3          | TBD        |            |  |  |                 |                 |                 |  |
|  | 2          | TBD        |            |  |  |                 |                 |                 |  |

### Semifinali
| 2020 | TBD | – | TBD |  |

| 2020 | TBD | – | TBD |  |

### Playout
| 2020 | TBD | – | TBD |  |

### XXXV Swiss Bowl
| 2020 | TBD | – | TBD |  |